# Szentkereszty-kastély (Árkos)
Az árkosi Szentkereszty-kastély a 19. század végén épült újbarokk műemlék épület.
A község látványos épülete 493. házszám alatt található.

## Története
A napjainkban látható Szentkereszty-kastély helyén egykor a Benkő család tulajdonát képező udvarház állott.  A 19. század első felében  a vargyasi Daniel Elek (1783-1848) vásárolta meg a birtokot, majd 1840-ben Kálnoky György (1810-1844) lett a tulajdonosa. 1847-ben Kálnoky özvegye Szentkereszty Zsigmonddal kötött házasságot, így a kastély a Szentkereszty család tulajdonába került.
1870-ben Szentkereszty Zsigmond és Haller Anna (1816-1878) a kastélyt újjáépíttették, körülötte  parkot, lovasiskolát és tekepályát is létrehoztak.
Az 1890-es évek elején egy újabb átépítés során a kastély elnyerte mai formáját. A felújításokat br. Szentkereszty Béla (1850-1925) Háromszék vármegye főispánja  végeztette. A 19. század végi neobarokk átépítés  Fort Sándor budapesti építész tervei alapján készült.
A kastélyparkban a 19. század közepén neogótikus stílusú kápolna épült.
A kastély utolsó tulajdonosa br. Szentkereszty Béla (1885-1944) volt, aki a kastély közelében lévő vendégházban lakott. Az egykori vendégház földszintes, oszlopos klasszicista  épület volt.
1945 után a kastélyt államosították. Ezt követően egy ideig az árvaház, majd a mezőgépészeti iskola kapott helyet, utána a termelőszövetkezetet költöztették az épületbe. 
1982-től a Román Kommunista Párt tulajdonába került és Nicolae Ceaușescu államfő számára tartották fenn az épületet.  
Az elnöki lakosztályként berendezett kastélyban kicserélték a bútorzatot és új   díszítőelemekkel látták el az épület belsejét. 
A rendszerváltás után a műemlék épület a Művelődési Minisztérium igazgatósága alá került,  így visszakapva régebbi rendeltetését, művelődési központ székhelye lett.

## Leírása
Az újbarokk stílusban épült kétemeletes kastély keleti főhomlokzatát hat oszlopos terasz díszíti. A műemlék épület két fő részből áll,  a hosszabb  tíz ablaktengelyes részt egy rövidebb keresztszárny töri át. A hosszanti szárny északi és déli homlokzatait  csigavonalas oromzat zárja le, csúcsa kagylómotívumban végződik. A keresztszárnyat hatalmas manzárdtető fedi, amelyen egy kovácsoltvas keretezésű, négyszögű terasz látható. 
A fő homlokzatot kihangsúlyozza a hat klasszikus oszlop által tartott terasz, az északi és a déli részen pedig kiemelkednek a nagy, újbarokk stílusú építészeti elemekben gazdag díszítések.
A kastély nyugati, angolkertre néző homlokzata előtt lépcsőfeljárós teraszt képeztek ki. Ezt kovácsoltvas mellvéd veszi körül, sarkain hatalmas, mitológiai és bibliai jelenetekkel díszített vázák találhatóak. 
A kastély ablakai egyenes szemöldökpárkánnyal készültek, kivételt képeznek az emeleti részén lévő ablakok és az északi homlokzat földszinti ablakai, melyek félköríves záródásúak. 
A kastélynak két lépcsőháza van, a nagyobb lépcsőfeljáró a keresztszárny mellett található, a kisebbik a déli részben látható.
Az épület eredetileg mindkét szintjén kétemeletes volt, egyes termeket azonban az 1980-as években teljesen átalakítottak.
1982-után az  emeletet átalakították az elnöki házaspár lakosztályává. A berendezés szinte minden részlete, a faragott, selyemkárpittal bevont szobabútorzat, a csillárok  a     stukkódíszítések, valamint a két fürdőszoba is ezen átalakítások eredménye.
Napjainkban  csupán a földszinti ebédlő berendezése tanúskodik a kastély egykori hangulatáról.
A kastélyt többhektáros arborétum övezi, ahol számos faritkaság található, ilyen a tulipánfa, olajfűz és a vérbükk. A parkban csónakázásra alkalmas tó látható.  Ugyanakkor a kertben  működő művésztáborok résztvevői néhány fából készült szobrot  is elhelyeztek. 
A kastélyparkban újgótikus stílusban épült kápolna látható. A Szent György-sírkápolnát, amely egykor a család temetkezési helyéül szolgált, az államosítás utáni években kifosztották.  

## Építtetői, tulajdonosai, lakói
A 19. század első felében  a birtok és a kastély a vargyasi Daniel Elek (1783-1848) tulajdonát képezte.
1840-ben Kálnoky György (1810-1844) és neje Haller Anna (1816-1878) vásárolta meg.
1847-ben a kastély a Szentkereszty család tulajdonába került az özvegyen maradt Haller Anna  Szentkereszty Zsigmond  házassága  révén.
1870-ben Szentkereszty Zsigmond és Haller Anna (1816-1878) a kastélyt újjáépíttették  és kastélyparkot  létesítettek.
Az 1890-es évek elején br.  Szentkereszty Béla (1850-1925) Háromszék vármegye főispánja  újabb átépítéseket végeztetett, amelynek során a kastély elnyerte mai formáját. 
A kastély utolsó tulajdonosa br. Szentkereszty Béla (1885-1944)   volt. 
1945 után államosították az épületet, ahol árvaház, mezőgépészeti iskola, majd a termelőszövetkezet kapott helyet.
1982-től a Román Kommunista Párt tulajdonába került, és  elnöki lakosztályként rendezték be. 
A rendszerváltás után a Művelődési Minisztérium vette át az épületet, és jelenleg művelődési  központ működik benne.  

## Külső hivatkozások
- Transindex Adatbank
- Hereditatum műemlék adatbázis